# Akira Takao
Akira Takao (1952) è un astrofilo giapponese, neurologo di professione.
Nell'esercizio del suo hobby si occupa di ricerca di nove e nonostante osservi dall'interno della città di Kitakyūshū ha riportato vari successi . 
Takao fa parte dell'associazione VSOLJ che identifica le sue osservazioni col codice Toa .

## Scoperte
| Tipo di oggetto | Denominazione | Data della scoperta | Coscopritori                 | Fonti       |
| --------------- | ------------- | ------------------- | ---------------------------- | ----------- |
| nova            | V2573 Oph     | 10 luglio 2003      | Vello Tabur                  | [ 3 ] [ 4 ] |
| nova            | V2574 Oph     | 14 aprile 2004      | Yuji Nakamura                | [ 5 ]       |
| nova            | V1187 Sco     | 3 agosto 2004       | -                            | [ 5 ]       |
| nova            | V476 Sct      | 30 settembre 2005   | Katsumi Haseda               | [ 5 ]       |
| nova            | V5669 Sgr     | 27 settembre 2015   | Kōichi Itagaki Yuji Nakamura | [ 6 ]       |

Oltre a cinque nove ha scoperto numerose stelle variabili: le stelle variabili da lui scoperte sono state denominate con la sigla Toa seguita dalla lettera V (Variabile) e da un numero progressivo di scoperta, per esempio ToaV8  o 
ToaV14 .

## Riconoscimenti
Gli è stato dedicato un asteroide, 37729 Akiratakao .